# International Payment Instruction
Der IPI (International Payment Instruction) Einzahlungsschein ist ein europaweit einheitlicher Zahlungs-Beleg. Entwickelt wurde dieser von der Internationalen Organisation für Normung (ISO) und vom Europäischen Komitee für Bankstandards (ECBS).
Das Erscheinungsbild ist für alle teilnehmenden Länder vorgeschrieben. Der standardisierte IPI-Beleg kann in praktisch allen europäischen Ländern und mit den meisten europäischen Währungen verwendet werden. Er ermöglicht eine automatisierte Zahlungsabwicklung und kann sowohl für nationale wie auch für internationale Zahlungen eingesetzt werden.
Mit der Einführung des Europäischen Zahlungsraums (SEPA) und dessen Zahlungsmöglichkeiten gilt der IPI-Beleg als weitgehend obsolet. 
In der Schweiz und dem Fürstentum Liechtenstein wird der IPI-Einzahlungsschein aber noch für die Ausführung von manuellen SEPA-Zahlungen verwendet. Elektronisch erfasste IPI-Überweisungen werden von den Banken als SEPA konforme Zahlungen interpretiert und entsprechend als solche ausgeführt.